# Chionaema flavalba
Chionaema flavalba là một loài bướm đêm thuộc phân họ Arctiinae, họ Erebidae.